# Framicourt
Framicourt és un municipi francès, situat al departament del Somme i a la regió dels Alts de França. L'any 1999 tenia 151 habitants.

## Situació

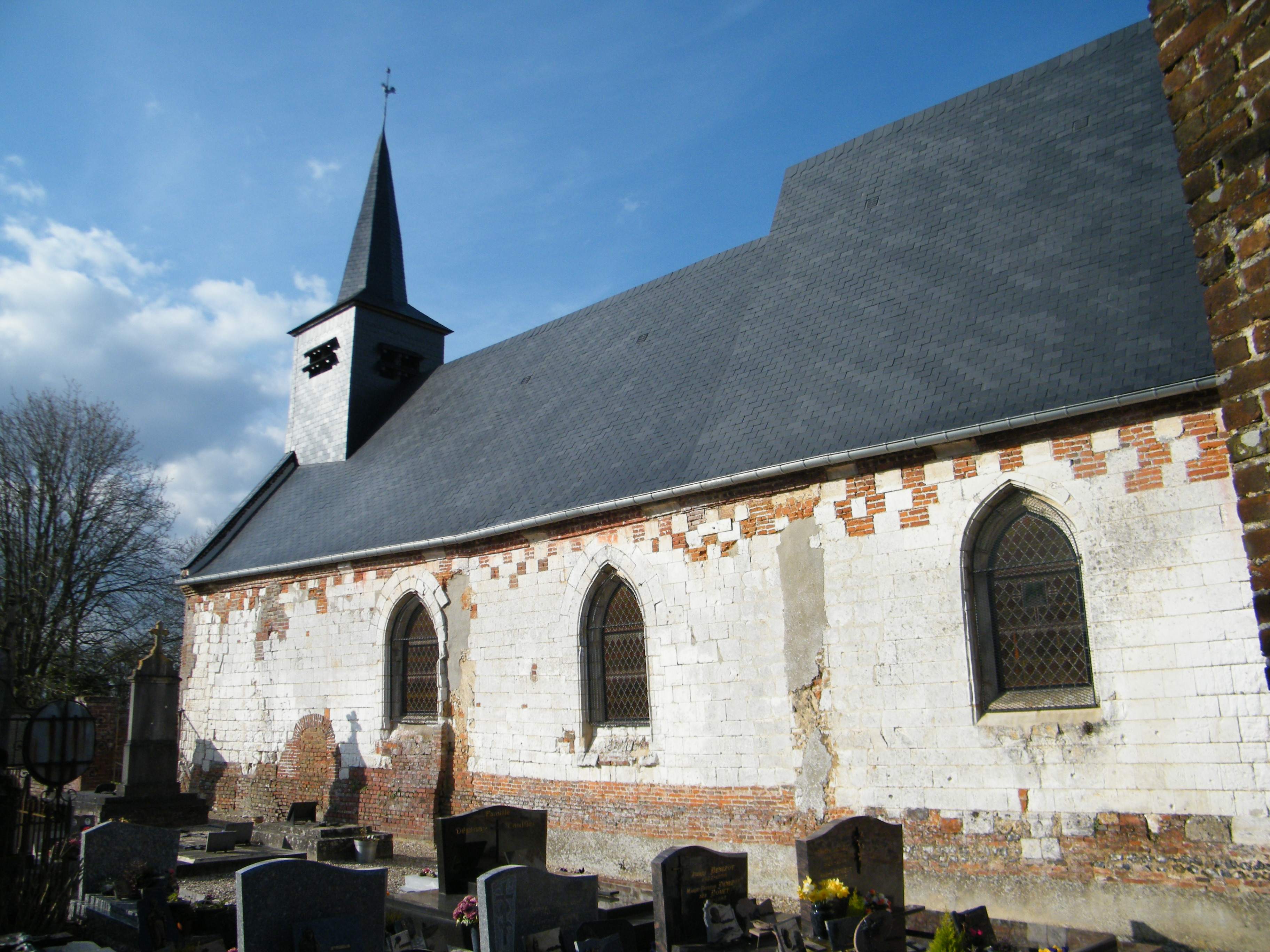

Framicourt es troba a l'oest del Somme, a menys de cinc quilòmetres del Sena Marítim.

## Administració

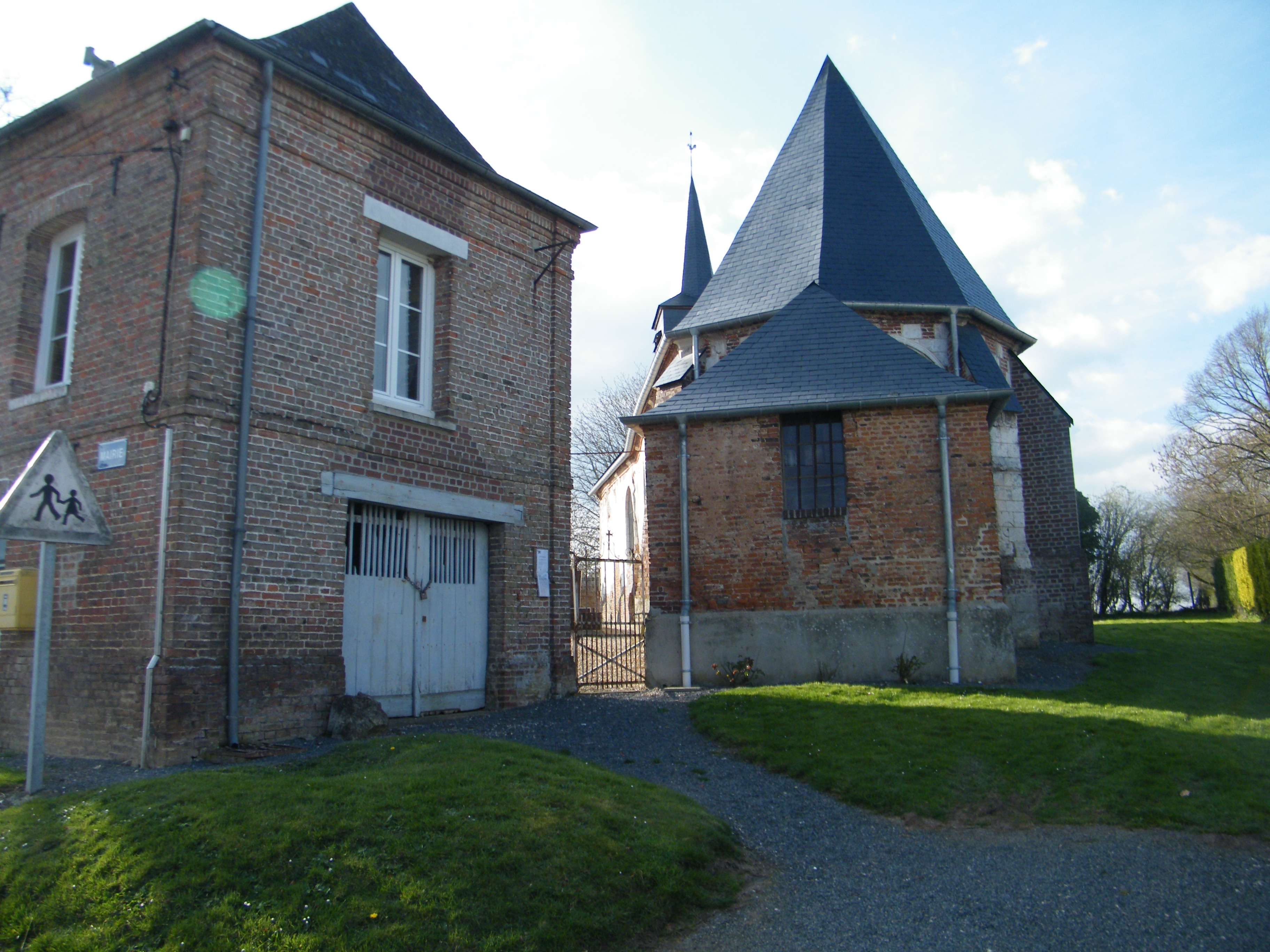

Framicourt forma part del cantó de Gamaches, que al seu torn forma part del districte d'Abbeville. L'alcalde de la ciutat és Alain Briet (2001-2008).